# ميليسا هارو
ميليسا هارو (بالإنجليزية: Melissa Haro)‏ هي عارضة أمريكية، ولدت في 5 سبتمبر 1987 في سان خوسيه في الولايات المتحدة.

## وصلات خارجية
- ميليسا هارو على موقع IMDb (الإنجليزية)
- ميليسا هارو على موقع قاعدة بيانات الفيلم (الإنجليزية)